# Kulla, Hedesunda
Kulla är en by i Hedesunda socken, Gävle kommun mellan Hade vid Dalälven och Jugansbo. I Kulla huserade många träkolare under Gysinge bruk. Till dessa trakter kom även hästfororna via Tierps kyrkby och Sevallbo med järnmalm från Dannemora gruva. Malmen skulle sedan, sommartid, skeppas med pråmar över Dalälven från Hade Platsen, (Malmbacken) till Gysinge.